# Braccio di Ferro al club "Kuisi-Pikia"
Braccio di Ferro al club "Kuisi-Pikia" (Can You Take It) è un film del 1934 diretto da Dave Fleischer. È un cortometraggio d'animazione della serie Braccio di Ferro, uscito negli Stati Uniti il 27 aprile 1934. Esso riprende alcune idee del corto precedente dei Fleischer Bimbo al club delle sorprese (1931).

## Trama
Braccio di Ferro accompagna Olivia Oyl al suo lavoro nell'infermeria del Bruiser Boys Club. Nota il cartello all'entrata con la scritta "Bruiser Boys Club - Ce la fai? Ti sfidiamo ad unirti" e decide che gli piacerebbe, poi entra e assiste ai membri che si prendono a pugni, a calci e a martellate. Il presidente Bluto, però, non tarda a prenderlo in antipatia, stringendogli la mano con forza ma ricevendo a sua volta una stretta ancora più forte dal marinaio. Poiché Braccio di Ferro supera le prove iniziali, Bluto lo fa bendare e lo getta in un percorso di iniziazione pieno di ostacoli. Le seghe circolari giganti fanno solo il solletico a Braccio di Ferro, che viene poi colpito da dispositivi meccanici. Cade in un piano inferiore e infine deve entrare in una vergine di Norimberga per prendere l'ascensore e tornare al piano principale, pur emergendone illeso. Il subdolo capo del club dice a Braccio di Ferro, ancora bendato, che gli stanno scattando una foto, ma invece un cannone gli spara allo stomaco. Incredibilmente vivo ma indebolito, Braccio di Ferro viene mandato in infermeria, dove la vista dell'infermiera Olivia lo rianima. Mangia quindi gli spinaci per vendicarsi dei membri del club: colpisce ripetutamente Bluto con una mazza e mette fuori combattimento anche tutti gli altri, spedendoli sui letti dell'infermeria. Finalmente si riunisce a Olivia, dichiarandosi nuovo presidente e demolendo l'edificio.

## Distribuzione

### Edizione italiana
L'unico doppiaggio italiano conosciuto fu realizzato dalla C.R.C. per la trasmissione del corto sulle reti Rai a metà anni 1990. I dialoghi presentano un adattamento approssimativo in cui, ad esempio, la frase "Can you take it?" ("Ce la fai?") viene adattata in modi diversi e il Bruiser Boys Club viene chiamato prima "Club dei combattenti" e poi "Club dei pugilatori". Non essendo stata registrata una colonna internazionale, fu sostituita la musica presente durante i dialoghi.

### Edizioni home video
Il corto fu pubblicato in DVD-Video in America del Nord il 31 luglio 2007 nel primo disco della raccolta Popeye the Sailor: Volume One, dove è visibile anche con un commento audio di Greg Ford.